# Blang Makmur (Woyla Timur)
Blang Makmur is een bestuurslaag in het regentschap Aceh Barat van de provincie Atjeh, Indonesië. Blang Makmur telt 80 inwoners (volkstelling 2010).